# Sint-Stefanuskerk (Val-Meer)
De Sint-Stefanuskerk is een kerkgebouw in Val-Meer in de Belgische gemeente Riemst in Limburg. De kerk staat aan de Bampstraat en achter de kerk (noordoosten) ligt de begraafplaats.
De kerk is de parochiekerk van het dorp en is gewijd aan Sint-Stefanus. Zo'n 800 meter ten noorden van de kerk staat de Kwartjesboom.

## Geschiedenis
Circa 1300 werd er in vroeg-gotische stijl een toren opgetrokken. Deze behoorde waarschijnlijk tot de oorspronkelijke kerk.
In 1846 werd de romaanse of vroeg-gotische kerk afgebroken, waarbij de toren behouden bleef. Vervolgens werd er een nieuw kerkgebouw gebouwd, waarvan de huidige middenbeuk dateert die in neoclassicistische opgetrokken is.
In 1876 werden het transept, het koor en de sacristieën aangepast naar het ontwerp van A. Castermans. In 1937 werden de zijbeuken toegevoegd naar het ontwerp van kanunnik Raymond A.G. Lemaire.

## Opbouw
Het gebouw bestaat uit een ingebouwde westtoren, een driebeukig schip met drie traveeën, een transept en een koor met een rechte travee en halfronde sluiting. Het koor wordt geflankeerd door de sacristieën. De vierkante toren is opgetrokken in mergelsteen en heeft vier geledingen, een neoromaans portaal, galmgaten in de derde geleding in de vorm van eenvoudige muuropeningen met spitsboogvorm in verdiepte gevelvlakken met rondboogfriezen en op de top een ingesnoerde naaldspits die met leien is gedekt. Het schip is ook opgetrokken in mergelsteen en heeft een zadeldak. De traveeën van de zijbeuken hebben puntgevels onder haakse zadeldaken. Boven de kruising bevindt zich een tentdak. Verder heeft de kerk rondboogvensters in mergelsteen en oculi. Tussen het middenschip en de zijbeuken bevinden zich rondboogarcades op zuilen. De overwelving van de middenbeuk geschiedt door een breed tongewelf op gordelbogen, de zijbeuken door haakse tongewelven. Boven de apsis bevindt zich een koepelvormig gewelf.
Het altaar is van marmer en is afkomstig uit de Sint-Servaasbasiliek in Maastricht. Het hoofdaltaar is van oorsprong een van twee identieke zijaltaren, ontworpen door de Luikse architect Laurent-Benoît Dewez, gebouwd ergens tussen 1764 en 1771 voor de kerk van de Abdij Notre-Dame de Saint-Rémy in Rochefort. Het tweede zijaltaar, ooit identiek aan het altaar in deze kerk, bevindt zich in de Kerk van Sint-Pieter boven in Maastricht.

## Bescherming als monument
De westtoren werd in 1995 beschermd als monument. Het kerkorgel is van de hand van Arnold Clerinx en werd in 2001 beschermd als monument.